# 女帝 (タロット)

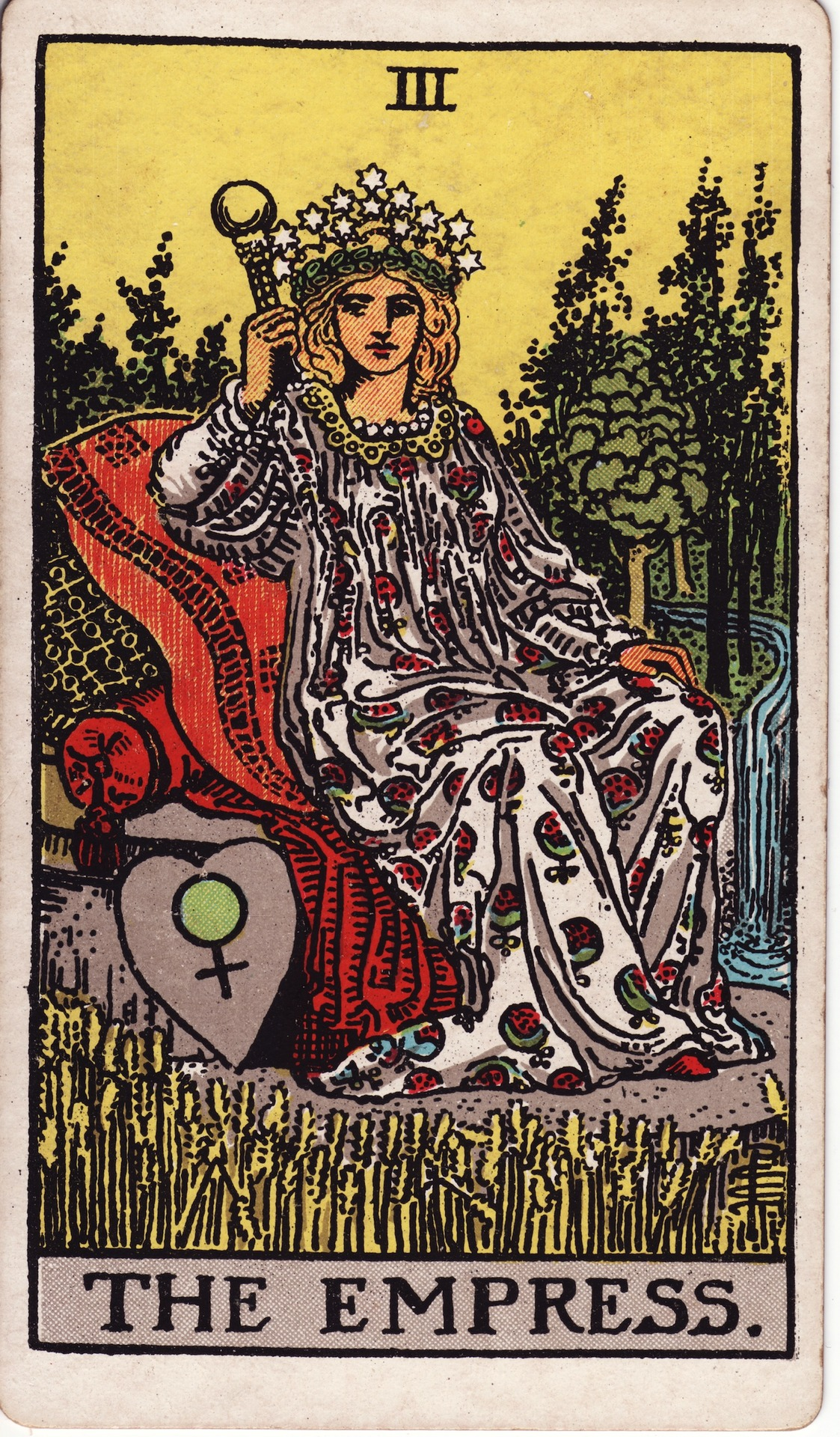
ウェイト版タロットの女帝

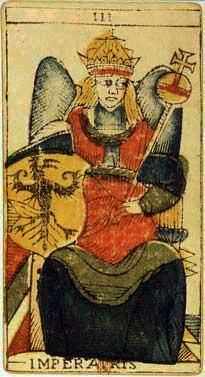
マルセイユ版タロットの女帝

女帝（じょてい、英語: The Empress〈エンプレス〉、フランス語: L'Impératrice）は、タロットの大アルカナに属するカードの1枚。
カード番号は「3」。前のカードは「2 女教皇」。次のカードは「4 皇帝」。

## カードの意味
正位置の意味
繁栄、豊穣、母権、愛情、情熱、豊満、包容力、女性的魅力、家庭の形成、謙虚、結婚、子作り、適度なセックス、妊娠、出産。
逆位置の意味
挫折、軽率、虚栄心、嫉妬、感情的、浪費、情緒不安定、怠惰、虚言、過度なセックス。
アーサー・エドワード・ウェイトのタロット図解における解説では「実り・行動・月日の長さ・未知なるもの」を意味するとされる。

## カバラとの関係
ヘブライ文字はダレット（ד）、ただし複数の異説がある。コクマーとビナーのセフィラを結合する経に関連付けられている。

## 占星術との対応
以下のような諸説がある。
- 星座：双児宮説[注釈 1]、処女宮説、天秤宮説、「巨蟹宮+天秤宮」説[注釈 2]
- 惑星：金星説[注釈 3]、火星説、木星説[注釈 4]、地球説、「月+金星」説[注釈 5]

## 寓画の解釈
2番の「女教皇」が純粋に霊的な女性像（少女）を表すのに対し、このカードでは「霊的世界の中の現世的要素」としての女性像（母親像）を表す。
マルセイユ版タロットには王冠を被り玉座に腰掛け黄金の錫杖と鷲の紋章が入った盾を手にしている構図で描かれている。黄金の錫杖には「地上的な現実」を表すとされる球体と「霊」を表すとされる十字架が取り付けられている。また、玉座自体が女性の背中から生える一対の羽のように見えることから、他版のカードでは翼を持った女神として描かれるケースもあり、このカードが「皇帝」のカード等と比べ特に「霊的要素」を強調していることが読み取れる。
盾に描かれた黄金の鷲は王家の紋章として広く採用されるモチーフであり、王冠とともに権力の象徴として描かれている。また、女性の右手が鷲の胴体を抱くようにして抱えていることから鷲を「生き物」として捉え、左下隅に生える若草とともに、生命力を暗示するカードとして扱われることから大地母神の象徴とされ、しばしば農作物の収穫や経済的な利益と結び付けられて考えられる。
ウェイト版タロットには、黄道十二宮、宇宙の生みの親を象徴する12個の星が散りばめられた王冠を被り、女性性と豊穣の象徴である果実が描かれた衣服を纏い、右手に錫杖を振り上げたような状態で、大自然の中にある王座に腰かけている構図で描かれている。王座の右側に立てかけられているものは「♀」のマークが書かれたハート型の盾であり、ハートは心や心臓を象徴し、マークは金星の惑星記号を表している。